# Maria Luiza Carneiro
Maria Luiza Orges (Feira de Santana, 9 de abril de 1962) mais conhecida anteriormente como Maria Luiza Carneiro é uma educadora física e ex-política brasileira do Estado da Bahia. Foi Deputada Estadual e Primeira-dama de Salvador, enquanto foi casada com o ex-prefeito João Henrique Carneiro.

## Carreira política

### Primeira-dama de Salvador
Em 1.º de janeiro de 2005 se tornou a 67.ª primeira-dama da capital da Bahia, com a eleição de seu esposo, o então deputado estadual João Henrique Carneiro (PDT), em 2004, mantendo-se no cargo a partir de 2009, com sua reeleição no ano anterior, permanecendo na função até a separação do casal em novembro de 2011.

### Deputada Estadual pela Bahia
Em 2006 a então primeira-dama de Salvador foi eleita deputada estadual pelo Partido Democrático Trabalhista com 56.563 votos, ficando em 19.º lugar na disputa, sendo reeleita em 2010, já pelo antigo Partido Social Cristão, com 65.930 votos.
Durante sua passagem pela Assembleia Legislativa da Bahia, foi membro titular das comissões de Educação, Cultura, Ciência e Tecnologia e Serviço Público, Defesa do Consumidor e Relações de Trabalho, Direitos da Mulher e Saúde e Saneamento.

## Controvérsias

### Termino do Casamento
Durante a sessão na Assembleia Legislativa da Bahia no dia 16 de novembro de 2011, Maria Luiza contou detalhes do motivo de sua separação do então prefeito de Salvador João Henrique Carneiro em plenário, surpreendendo os colegas deputados após admitir em plenário que o fim da união se deu por uma relação extraconjugal que seu esposo, o então prefeito de Salvador, mantinha com a então subsecretária de saúde Tatiana Paraíso, no subsolo do Palácio Tomé de Souza, sede da prefeitura de Salvador, e que ela não tinha conhecimento.